# Барним II
Барним II (нем. Barnim II; до 1275 — 28 мая 1295) — герцог Померании с 1278 года, сын герцога Барнима I от третьей жены, Матильды Асканийской, дочери маркграфа бранденбургского Оттона III и Божены (Беатрисы), дочери чешского короля Вацлава I.
На момент смерти отца Барним II был несовершеннолетним ребёнком. От его имени и имени Оттона I герцогством фактически правил их третий соправитель — сводный брат Богуслав IV.
Самостоятельно начал править в апреле 1294 года. Этот факт устанавливается по грамотам (изданным им вместе с Оттоном I), подтверждающим пожалования городам Щецину, Анкламу, Пыжице, Грыфино и монастырям в Кольбаце, Щецине и Пыжице.
Умер преждевременно, согласно традиции шестнадцатого века, убит рыцарем Видантой близ Хинтерзее к северу от деревни Столец, за попытку соблазнить его жену/ Эта малоправдоподобная версия, выдвинутая в работах Иоганна Бугенхагена и Томаса Канцова, крайне сомнительна, поскольку Виданта фигурирует в 1295 году и последующие годы в документах Богуслава IV. Будь он участником убийства герцога, скорее всего, его бы казнили.
Смерть холостого и бездетного герцога стала поводом к разделу герцогства Померания, осуществленному его братьями, Богуславом IV и Оттоном I, в период с 27 июня по 12 июля 1295 года. Барним II похоронен в церкви Св. Марии в Щецине.